# Anghello Vera
Anghello Vera Ramírez (Tacna, Provincia de Tacna, Perú, 10 de marzo de 1987) es un futbolista peruano. Juega como mediocentro defensivo y su equipo actual es Credicoop San Román de la Copa Perú. Tiene 38 años.

## Trayectoria
Formado en las divisiones menores de Sporting Cristal, Vera llegó al Alianza Atlético a inicios de la temporada 2009. Su debut en Primera División se dio en dicha temporada: el 30 de mayo, en Lima, ingresó en el minuto 82 ante Universitario. El encuentro finalizaría 1-1. Participó de la Copa Sudamericana 2009 donde Alianza Atlético llegó hasta octavos de final. En el 2011 luego de una pésima campaña desciende con el equipo sullanense. En el 2014 es campeón de la Segunda División del Perú jugando por el Deportivo Municipal. Al siguiente año repite el plato esta vez con Comerciantes Unidos.
El 26 de febrero mientras defendía los colores de Sport Rosario enfrentando al Sporting Cristal, en una jugada dividida contra Ray Sandoval se lesiona, quedando así lesionado por todo el 2017, muchos acusaron a Ray de "Mala leche" en esa jugada.

## Clubes
| Club                  | País | Año           |
| --------------------- | ---- | ------------- |
| Sporting Cristal      | Perú | 2005-2008     |
| Alianza Atlético      | Perú | 2009-2011     |
| Universidad San Pedro | Perú | 2012          |
| Octavio Espinoza      | Perú | 2013          |
| Deportivo Municipal   | Perú | 2014          |
| Comerciantes Unidos   | Perú | 2015          |
| Cultural Santa Rosa   | Perú | 2016          |
| Sport Rosario         | Perú | 2017-2018     |
| Credicoop San Román   | Perú | 2019-Presente |

## Palmarés
| Título                    | Club                | País | Año  |
| ------------------------- | ------------------- | ---- | ---- |
| Torneo Clausura           | Sporting Cristal    | Perú | 2005 |
| Primera División del Perú | Sporting Cristal    | Perú | 2005 |
| Segunda División del Perú | Deportivo Municipal | Perú | 2014 |
| Segunda División del Perú | Comerciantes Unidos | Perú | 2015 |